# .bi
.bi — национальный домен верхнего уровня для Бурунди. Введён в 1996 году. Инициатором введения домена стала Burundi National Center of Information Technology. Предназначен для объектов, связанных с Бурунди. Никаких ограничений по регистрации не имеется, однако регистрация или использование в целях введения в заблуждение (использование в качестве омонимичного домена) не поощряется. Регистрация допустима на втором уровне. Регистрирующая организация: Centre National de l’Informatique. URL для регистрационных сервисов: https://web.archive.org/web/20051024010035/http://www.nic.bi/